# Парри, Эдуард Хагарти
Эдуард Хагарти Парри (англ. Edward Hagarty Parry; 24 апреля 1855 — 19 июля 1931) — английский футболист, нападающий. Обладатель Кубка Англии в составе «Олд Картузианс». Провёл три матча за сборную Англии.

## Ранние годы и образование
Родился в Торонто (Онтарио) в семье священника; в детстве переехал с семьёй в Великобританию. С 1868 по 1874 год учился в Чартерхаусе, а затем в Эксетерском колледже Оксфордского университета. В 1878 году получил степень бакалавра искусств, в 1885 — степень магистра.

## Клубная карьера
Играл за футбольную команду Чартерхауса с 1872 по 1874 год (с 1873 по 1874 год — в качестве капитана). Во время учёбы в Оксфорде с 1875 по 1877 год выступал за «Оксфорд Юниверсити» (в 1877 году был капитаном команды). В 1877 году в составе «Оксфорд Юниверсити» сыграл в финале Кубка Англии, в котором «Оксфорд Юниверсити» проиграл клубу «Уондерерс» со счётом 1:2.
Помимо школьной и университетской команды выступал за футбольные клубы «Олд Картузианс», «Свифтс», «Ремнантс», «Сток Поджес» и «Уиндзор». В сезоне 1880/81 помог команде «Олд Картузианс» выйти в финал Кубка Англии (был капитаном команды), в котором выпускники Чартерхауса разгромили выпусников Итона со счётом 3:0. Парри забил гол в финальном матче. Он стал первым родившимся за пределами Великобритании капитаном, выигравшим Кубок Англии.
Также играл за клуб «Уондерерс».

## Карьера в сборной
18 января 1879 года дебютировал за национальную сборную Англии в матче против сборной Уэльса. В марте 1882 года провёл ещё два матча за сборную: против Шотландии и против Уэльса (в последнем отметился забитым мячом).

#### Список матчей за сборную
| № | Дата           | Стадион                           | Соперник  | Результат | Голы Парри | Турнир            | Источник |
| - | -------------- | --------------------------------- | --------- | --------- | ---------- | ----------------- | -------- |
| 1 | 18 января 1879 | «Сарри Крикет Граунд», Кеннингтон | Уэльс     | 2:1       |            | Товарищеский матч | [ 10 ]   |
| 2 | 11 марта 1882  | «Хэмпден Парк», Глазго            | Шотландия | 1:5       |            | Товарищеский матч | [ 11 ]   |
| 3 | 13 марта 1882  | «Рейскорс Граунд», Рексем         | Уэльс     | 3:5       | 37′        | Товарищеский матч | [ 12 ]   |

Итого: 3 матча / 1 гол; 1 победа, 0 ничьих, 2 поражения.

## Достижения
«Оксфорд Юниверсити»
- Финалист Кубка Англии: 1877

«Олд Картузианс»
- Обладатель Кубка Англии: 1881

## Вне футбола
С 1879 года работал учителем в школе Фелстед, в 1881 году перешёл на работу в частную школу Сток-хаус, став её директором в 1892 году и проработал там до выхода на пенсию в 1918 году. В 1907 году стал председателем Ассоциации частных школ Великобритании. После выхода на пенсию работал в семейном фонде офицеров, помогающим сыновьям погибших в Первой мировой войне военных.
К концу жизни ослеп. Умер в Уэст-Бриджфорде в июле 1931 года в возрасте 76 лет. Похоронен на кладбище приходской церкви в Пламтри (Ноттингемшир).